# Dog Tracer
Dog Tracer est une série télévisée d'animation française en 26 épisodes de 26 minutes diffusée à partir du 4 décembre 1996 sur TF1.

## Synopsis
La série met en scène des personnages aux traits de chiens dans le cadre du Chicago des années 1930.
En pleine prohibition, la police est devenue inefficace face au crime organisé. Pourtant, Joe Kelly, un détective malchanceux, paraît être en mesure de stopper la corruption et de rétablir la sécurité. Casey passe a l'action avec des jeunes gens nommés Sparky, Butch, Zip et Samoots.

## Personnages
- Joe Kelly
- Casey
- Sparky
- Butch
- Zip
- Samoots

## Épisodes
1. Le train fantôme
2. Quand le chenil dort
3. Le perroquet des Maldives
4. Mamie et les boxeurs
5. Quelle chaleur
6. Privé en cavale
7. Les Bars brothers
8. Plein aux as
9. L'affaire du vol des saxo
10. L'affaire de la momie
11. Un maire disparaît
12. Rodéo Chicago
13. Diva et boule de gomme
14. Panique sur les ondes
15. Boulevard des réverbères
16. Mona Lassie
17. Diamants sur canne à pêche
18. Les six éclairs
19. Le taxi maudit
20. Justice aveugle
21. L'affaire Kelly
22. La bombe roulante
23. Tirez pas sur le taxi
24. Le piano hanté
25. Coup de chapeau
26. Tournez manège

## Fiche technique
- Maisons de Production : 26 × 26' Marina Productions, TF1, Claude Berthier
- Origine :  France
- Auteur : Marco Pagotto, Gi Pagotto
- Réalisateur : Bruno Desraisses
- Production : Claude Berthier, Christine Laroque, Wendy Griffiths, Michaela Hart
- Scénario : Michael O'Mahony, Catherine Cuenca
- Storyboard : Stephane Piera, Christophe Pouchot
- Layout : Stephane Piera, Christophe Pouchot, Fred Legrain, Phillipe Lancon,Valérie Clair
- Bible des personnages : Stephane Piera, Kamel Tazit
- Musiques : Ramon Pipin, Hervé Lavandier, Bertrand Auger
- Sound Design : Bell X-1, Gilbert Courtois
- Bruiteur : Christophe Bourreau
- Mixage : Studio Ramses
- Diffusion : 4 décembre 1996 sur TF1

## Produits dérivés
- 1998 : cassette vidéo éditée par TF1 Vidéo.